# Grand Prix San Rema 1950
Třetím závodem Formule 1 byla kvalitně obsazená Grand Prix San Rema 1950 (V. Gran Premio di San Remo), která se jela 16. dubna 1950 na okruho Ospedaletti Ospedaletti Circuit na 90 kol po 3,376 km, celkem 303,84 km.
Když se Alfa Romeo objevila na startu Velké ceny San Rema, bylo to pro ni jen předsezónní soustředění u moře, Ferrari připravovalo kolosální odpověď. Na italskou rivieru přivezlo hned pět 125 a navíc dvě upravené formule 2 Ferrari 166 s motory 125 pro jezdce Vallona a Bracca. Konstrukčně to byly přece jenom F2 i když s přeplňovaným motorem. Odezva Maserati byla poněkud podceňována, i když se na start přihlásilo 11 vozů. Jediným vetřelcem v této Italské občanské válce, byl zajímavý SVA Rudolfa Fischera, který poháněl přeplňovaný Fiat 1100.
Do posledního okamžiku nebylo úplně jasné zda Alfa Romeo ke startu nastoupí. Její první řidič, Farina, je zraněný. Nakonec rozhodl výsledek v Pau, Fangio tam prokázal svou formu a tak dostal přednost před řadou italských jezdců. Ve Ferrari, tak jako obvykle, vládl chaos a tak jména pilotů byla známa až v den závodu. V tréninku ještě Alfa Romeo neukázala svou plnou sílu, Juan Manuel Fangio si teprve zvykal na ovládání odlišného vozu, a proto se umístila mezi dvěma Ferrari. Vše naznačovalo, že by mohlo jit o napínavou bitvu, bohužel v den pršelo.
Tři Ferrari, Ascari, Villoresi a Sommer, se prodrali do čela hned po startu, na Fangia zbylo jen čtvrté místo. Obzvláště dobře si vedl Sommer, i s nevýhodou jednoho kompresoru oproti dvěma v motorech jeho největších konkurentů Ascariho a Villoresiho.
Fangio předjel Sommera už ve třetím kole a v 10 i Villoresiho. Bylo to způsobeno především spoustou mechanických defektů. Možná se na tom podílelo i počasí, během tréninku byl krásný sluneční den a při závodě vládlo příšerné počasí. Serafiniho Ferrari a Fischer na SVA nedokončili ani úvodní kolo, ani jeden z britských jezdců nedokončil desetinu vzdálenosti závodu.
Zatímco Fangio bojoval s Ascarim o čelní umístění, přešel závod do nejvýznamnější fáze. Nejprve, Ascari ve 13 kole dostal mírnou rotaci a přenechal tak nedobrovolně vedení Fangiovi. V následujícím kole musel Villoresi zastavit v boxech, aby mu odstranili banální závadu na olejové zátce, rázem byla ztráta okolo 2 minut. To ještě Sommer kroužil na třetím místě následován Gonzalezem, Vallonem, Pianem a Rolem. Výborný výkon podával především Argentinec Alfredo Pian.
Fangio postupně zvyšoval náskok před Ascarim na 20 sekund. Posléze se mezera mezi nimi začala zmenšovat, Ascari začal dostávat Fangia pod tlak. Se zvyšujícím tlakem rostla i nervozita, Ascari se znovu dopustil chyby a po hodinách končí ve zdi. Stále více jezdců odstupovalo nebo museli zastavit v boxech se závadou jako Rol s poruchou cívky. Tak v polovině závodu jezdil na čele Fangio a Villoresi následování Pianem a Valonem a toto pořadí zůstalo až do konce. Ze závodu vyplynulo, že Ferrari se potýkali s přehříváním motoru a to i za chladných podmínek. Je jasné že docházelo k nesprávné cirkulaci vody. Maserati mělo ještě větší poruchovost.
Čtvrtý ročník Velké Ceny San Rema, byl tak jako ročník předešlý ve znamení Juana Manuela Fangia. První ročník, který se konal v roce 1937 a zvítězil v něm legendární Ital Achille Varzi, druhý ročník se jel až o jedenáct let později v roce 1948 a triumfoval v něm Alberto Ascari. Zajímavostí je, že kromě letošního vítěze, všichni pilotovali vozy Maserati

## Výsledky
- 16. duben 1950
- Okruh Ospedaletti
- 90 kol x 3267 m + 18 m = 294.048 km

| Legenda k tabulce | Legenda k tabulce                                                                       |
| Barva             | Výsledek                                                                                |
| ----------------- | --------------------------------------------------------------------------------------- |
| Zlatá             | Vítěz                                                                                   |
| Stříbrná          | 2. místo                                                                                |
| Bronzová          | 3. místo                                                                                |
| Zelená            | Bodované umístění                                                                       |
| Modrá             | Nebodované umístění                                                                     |
| Modrá             | Dokončil neklasifikován (NC)                                                            |
| Fialová           | Odstoupil (Ret)                                                                         |
| Červená           | Nekvalifikoval se (DNQ)                                                                 |
| Červená           | Nepředkvalifikoval se (DNPQ)                                                            |
| Černá             | Diskvalifikován (DSQ)                                                                   |
| Bílá              | Nestartoval (DNS)                                                                       |
| Bílá              | Závod zrušen (C)                                                                        |
| Světle modrá      | Pouze trénoval (PO)                                                                     |
| Světle modrá      | Páteční testovací jezdec (TD)                                                           |
| Bez barvy         | Netrénoval (DNP)                                                                        |
| Bez barvy         | Vyřazen (EX)                                                                            |
| Bez barvy         | Nepřijel (DNA)                                                                          |
| Bez barvy         | Odvolal účast (WD)                                                                      |
| Bez barvy         | Nezúčastnil se (prázdné)                                                                |
| Označení          | Význam                                                                                  |
| Tučnost           | Pole position                                                                           |
| Kurzíva           | Nejrychlejší kolo                                                                       |
| †                 | Jezdec nedojel do cíle, ale byl klasifikován, protože odjel více než 90 % délky závodu. |
| ‡                 | Byl udělován poloviční počet bodů, protože bylo odjeto méně než 75 % délky závodu.      |
| Horní index       | Umístění bodujících jezdců ve sprintu                                                   |

| Pozice | Č  | Jezdec                | Vůz              | Kolo | Čas               | +/- | Pole | Nej. kolo |
| ------ | -- | --------------------- | ---------------- | ---- | ----------------- | --- | ---- | --------- |
| 1      | 18 | Juan Manuel Fangio    | Alfa Romeo 158   | 90   | 3h10'08"4         | 1   | 2    |           |
| 2      | 24 | Luigi Villoresi       | Ferrari 125      | 90   | à 1'01"0          | 1   | 3    | 2:01.2    |
| 3      | 6  | Alfredo Pian          | Maserati 4CLT/48 | 88   | à 2 kola          | 4   | 7    |           |
| 4      | 2  | Roberto Vallone       | Ferrari 166      | 86   | à 4 kola          | 4   | 8    |           |
| 5      | 20 | Franco Rol            | Maserati 4CLT/48 | 84   | à 6 kol           | 7   | 12   |           |
| 6      | 10 | Louis Chiron          | Maserati 4CLT/48 | 84   | à 6 kol           | 5   | 11   |           |
| Pozice | Č  | Odstoupili            | Vůz              | Kolo | Čas               | +/- | Pole | Nej. kolo |
| Ret    | 30 | Jose Froilan Gonzalez | Maserati 4CLT/48 | 70   | Palivová trubička |     | 5    |           |
| Ret    | 32 | Toulo de Graffenried  | Maserati 4CLT/48 | 51   | Únik oleje        |     | 18   |           |
| Ret    | 28 | Raymond Sommer        | Ferrari 125      | 39   | Palivová pumpa    |     | 4    |           |
| Ret    | 12 | Alberto Ascari        | Ferrari 125      | 32   | Havárie           |     | 1    |           |
| Ret    | 34 | Giovanni Bracco       | Ferrari 166 F2   | 28   | Zapalování        |     | 9    |           |
| Ret    | 40 | Piero Carini          | Maserati 4CLT/48 | 25   | Zapalování        |     | 10   |           |
| Ret    | 14 | Princ Bira            | Maserati 4CLT/48 | 11   | Brzdy             |     | 15   |           |
| Ret    | 44 | Felice Bonetto        | Maserati 4CLT/50 | 8    | Suspenzor         |     | 6    |           |
| Ret    | 26 | Leslie Brooke         | Maserati 4CLT/48 | 8    | Motor             |     | 14   |           |
| Ret    | 36 | Reg Parnell           | Maserati 4CLT/48 | 8    | Motor             |     | 17   |           |
| Ret    | 16 | Clemente Biondetti    | Maserati 4CLT/50 | 8    | Převodovka        |     | 13   |           |
| Ret    | 4  | Peter Whitehead       | Ferrari 125      | 8    | Karburator        |     | 16   |           |
| Ret    | 38 | Dorino Serafini       | Ferrari 125      | 1    | Tlak oleje        |     | 19   |           |
| Ret    | 8  | Rudi Fischer          | SVA-Fiat         | 1    | Olejová pumpa     |     | 20   |           |
| Pozice | Č  | Nestartovali          | Vůz              | Kolo | Čas               | +/- | Pole | Nej. kolo |
| DNS    | -  | Harry Schell          | Talbot-Lago T26C |      | Nestartoval       |     | x    |           |
| DNA    | 22 | Eugene Chaboud        | Talbot-Lago T26C |      | Nepřijel          |     | x    |           |
| DNA    | 42 | Pierre Levegh         | Talbot-Lago T26C |      | Nepřijel          |     | x    |           |

### Nejrychlejší kolo
- Luigi Villoresi 2'02"2 Ferrari

### Postavení na startu
| _______1_______ Alberto Ascari Ferrari 1:52,2       |                                                 | _______2_______ Juan Manuel Fangio Alfa Romeo 1:52,4 |                                                       | _______3_______ Luigi Villoresi Ferrari 1:52,6 |                                                       |
|                                                     | _______4_______ Raymond Sommer Ferrari 1:55,0   |                                                      | _______5_______ José Froilan González Maserati 1:56,0 |                                                | _______6_______ Felice Bonetto Maserati 1:57,8        |
| _______7_______ Alfredo Piàn Maserati 1:58,0        |                                                 | _______8_______ Roberto Vallone Ferrari 1:59,8       |                                                       | _______9_______ Giovanni Bracco Ferrari 2:00,4 |                                                       |
|                                                     | _______10_______ Piero Carini Maserati 2:00,6   |                                                      | _______11_______ Louis Chiron Maserati 2:01,0         |                                                | _______12_______ Franco Rol Maserati 2:01,0           |
| _______13_______ Clemente Biondetti Maserati 2:05,0 |                                                 | _______14_______ Leslie Brooke Maserati 2:05,2       |                                                       | _______15_______ Princ Bira Maserati 2:06,2    |                                                       |
|                                                     | _______16_______ Peter Whitehead Ferrari 2:06,2 |                                                      | _______17_______ Reg Parnell Maserati 2:08,2          |                                                | _______18_______ Toulo de Graffenried Maserati 2:09,0 |
| _______19_______ Dorino Serafini Ferrari 2:12,2     |                                                 | _______20_______ Rudi Fischer SVA-Fiat – -- ---      |                                                       |                                                |                                                       |

## Startovní listina
| Č. | Pilot                   | Týmt                      | Šasi             | Motor            |
| -- | ----------------------- | ------------------------- | ---------------- | ---------------- |
| 2  | Roberto VALLONE         | Scuderia Ferrari          | Ferrari 166      | Ferrari V 12     |
| 4  | Peter WHITEHEAD         | Privátní                  | Ferrari 125      | Ferrari V 12     |
| 6  | Alfredo PIAN            | Scuderia Achille Varzi    | Maserati 4CLT/48 | Maserati L 4 s   |
| 8  | Rudi FISCHER            | Ecurie Espadon            | SVA ???          | FIAT L 4         |
| 10 | Louis CHIRON            | Officine Alfieri Maserati | Maserati 4CLT/48 | Maserati L 4     |
| 12 | Alberto ASCARI          | Scuderia Ferrari          | Ferrari 125      | Ferrari V 12     |
| 14 | Prince BIRA             | Enrico Platé              | Maserati 4CLT/48 | Maserati L 4     |
| 16 | Clemente BIONDETTI      | Scuderia Milano           | Maserati 4CLT/48 | Speluzzi L4      |
| 18 | Juan Manuel FANGIO      | SA Alfa Romeo             | Alfa Romeo 158   | Alfa Romeo L 8 s |
| 20 | Franco ROL              | Officine Alfieri Maserati | Maserati 4CLT/48 | Maserati L 4     |
| 22 | Eugène Chaboud          | Eugene Chaboud            | Talbot T26C      | Talbot 6         |
| 24 | Luigi VILLORESI         | Scuderia Ferrari          | Ferrari 125      | Ferrari V 12 s   |
| 26 | Leslie BROOKE           | Scuderia Ambrosiana       | Maserati 4CL     | Maserati L 4     |
| 28 | Raymond SOMMER          | Scuderia Ferrari          | Ferrari 125      | Ferrari V 12     |
| 30 | Jose-Froilan GONZALEZ   | Scuderia Achille Varzi    | Maserati 4CLT/48 | Maserati L 4     |
| 32 | Emmanuel De GRAFFENRIED | Enrico Platé              | Maserati 4CLT/48 | Maserati L 4     |
| 34 | Giovanni BRACCO         | Scuderia Ferrari          | Ferrari 166      | Ferrari V 12     |
| 36 | Reg PARNELL             | Scuderia Ambrosiana       | Maserati 4CLT/48 | Maserati L 4     |
| 38 | Dorino SERAFINI         | Scuderia Ferrari          | Ferrari 125      | Ferrari V 12     |
| 40 | Piero CARINI            | Privátní                  | Maserati 4CLT/48 | Maserati L 4     |
| 42 | Pierre Levegh           | P "Levegh"                | Talbot T26C      | Talbot 6         |
| 44 | Felice BONETTO          | Scuderia Milano           | Maserati 4CLT/48 | Speluzzi L4      |
|    | Harry SCHELL            | Ecurie Bleue              | Talbot Lago T26C | Talbot L 6       |

| Pole position  | Vítězství          | Nej. kolo       |
| Alberto Ascari | Juan Manuel Fangio | Luigi Villoresi |
| Ferrari 125    | Alfa Romeo 158     | Ferrari 125     |
| 1'52.2         | 3:10'08.4          | 2:01,2          |
| 169.013 km/h   | 149.328 km/h       | 156.488 km/h    |
| -------------- | ------------------ | --------------- |